# Topsham, Devon
Topsham är en ort i distriktet Exeter, Storbritannien. Den ligger i grevskapet Devon och riksdelen England, i den södra delen av landet, 250 km väster om huvudstaden London. Topsham ligger 10 meter över havet och antalet invånare är 3 624. Topsham var en civil parish fram till 1966 när blev den en del av Exeter, Clyst St. George och Woodbury. Civil parish hade 3 963 invånare år 1961. Staden nämndes i Domedagsboken (Domesday Book) år 1086, och kallades då Topeshant.
Terrängen runt Topsham är platt åt nordost, men åt sydväst är den kuperad. Topsham ligger nere i en dal.  Närmaste större samhälle är Exeter, 6,0 km nordväst om Topsham. Omgivningarna runt Topsham är en mosaik av jordbruksmark och naturlig växtlighet.